# Macedonia thuộc Achaemenes
Macedonia thuộc Achaemenes là thuật ngữ đề cập tới thời kỳ vương quốc Macedonia nằm dưới sự thống trị của đế quốc Achaemenes. Vào năm 512/511 TCN, Megabyzus đã buộc vị vua của Macedonia là Amyntas I trở thành một chư hầu của nhà Achaemenes. Tới năm 492 TCN, sau khi cuộc nổi dậy của người Ionia bị dập tắt, Mardonius đã siết chặt lại sự kìm kẹp của người Ba Tư đối với khu vực Balkans hơn nữa, biến Macedonia trở thành một quốc gia lệ thuộc hoàn toàn nằm trong đế quốc Achaemenes và là một phần trong hệ thống hành chính của nó, điều này kéo dài cho đến khi người Ba Tư triệt thoái hoàn toàn khỏi các vùng lãnh thổ ở châu Âu của họ sau khi thất bại trong cuộc xâm lược Hy Lạp lần thứ hai.

## 512/511 TCN: Chư hầu của nhà Achaemenes

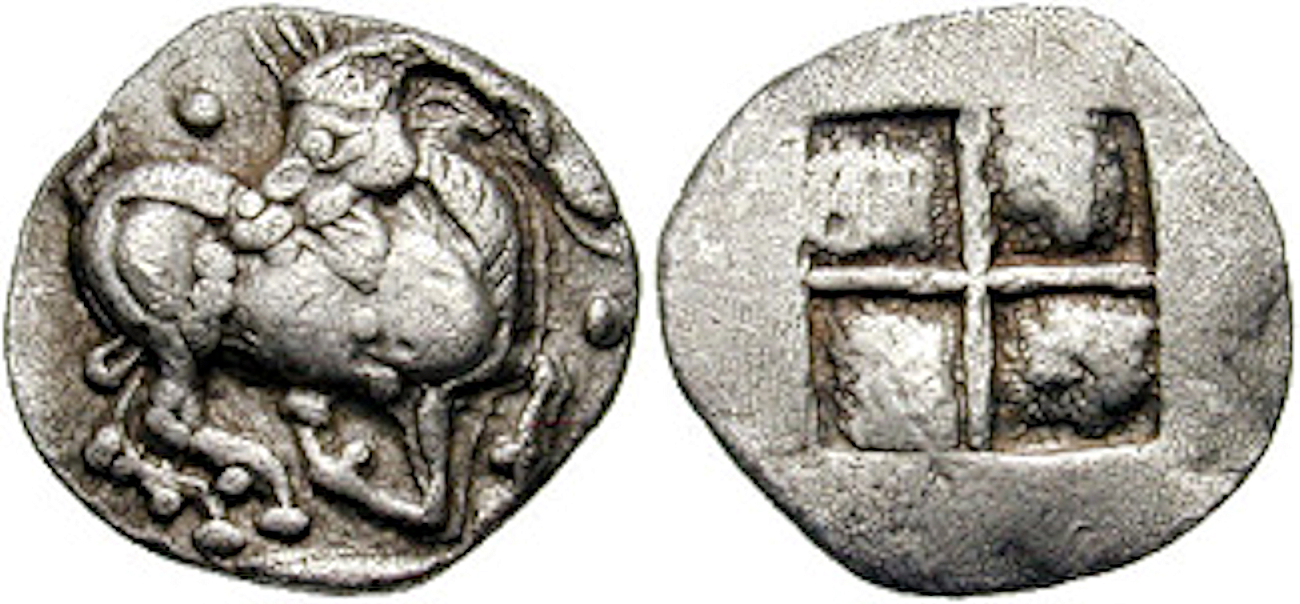
Đồng tiền xu có niên đại vào khoảng giai đoạn cuối triều đại của Amyntas I, dưới thời Achaemenes, Aegae, khoảng năm 510-480 TCN.

Vào khoảng năm 513 TCN, theo lệnh của Darius I, một đạo quân Achaemenes khổng lồ đã xâm lược khu vực Balkans với mục tiêu là nhằm đánh bại những người Scythia phía Tây vốn đang lang thang khắp khu vực phía bắc sông Danube. Một số bộ lạc người Thraci, và gần như toàn bộ các vùng đất ở Châu Âu mà tiếp giáp với biển Đen (bao gồm các vùng đất mà ngày nay thuộc Bulgaria, Romania, Ukraine và Nga) đã bị quân đội Achaemenes chinh phục trước khi nó quay trở về Tiểu Á.
Vị tướng tài năng của Darius, Megabyzus, đã được giao trọng trách chinh phục khu vực Balkans. Quân đội nhà Achaemenes đã chinh phục Thrace, các thành bang Hy Lạp ven biển, và người Paeonia. Cuối cùng, vào khoảng năm 512/511 TCN, vị vua của Macedonia là Amyntas I đã chấp nhận sự thống trị của nhà Achaemenes và vương quốc của ông đã trở thành một chư hầu của đế quốc Achaemenes. Megabazus đã chấp nhận cống phẩm "Đất và Nước" từ Amyntas, mà vốn tượng trưng cho sự quy phục đối với vị hoàng đế của nhà Achaemenes.
Đội quân đa sắc tộc của nhà Achaemenes còn có nhiều binh sĩ đến từ khu vực Balkans. Hơn nữa, nhiều quý tộc Macedonia và Ba Tư đã kết hôn với nhau. Chẳng hạn như người con trai của Megabazus là Bubares đã cưới người con gái của Amyntas là Gygaea nhằm mục đích là để đảm bảo mối quan hệ tốt đẹp giữa các vị vua Macedonia và Achaemenes đồng thời là để củng cố liên minh.

## Từ 492-479 TCN: Sự thống trị của nhà Achaemenes

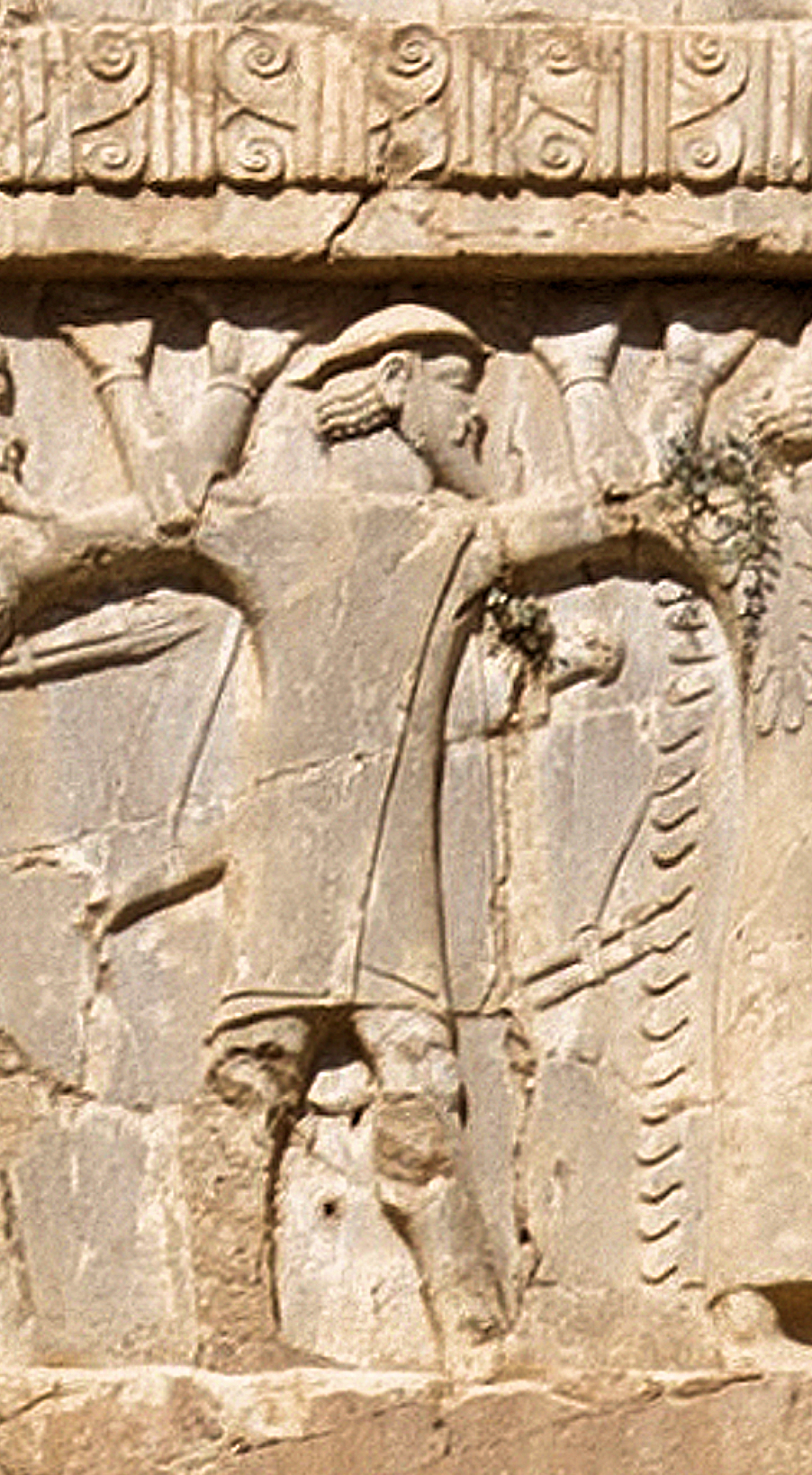
"Người Ionia với mũ hình khiên" (có thể là người Macedonia đội petasos hoặc kausia), là binh sĩ trong quân đội nhà Achaemenes, khoảng năm 480 TCN. Phù điêu từ ngôi mộ của Xerxes I.

Sau khi cuộc nổi dậy của người Ionia bị dập tắt, uy quyền của người Ba Tư ở khu vực Balkans đã được Mardonius khôi phục lại vào năm 492 TCN, nó không chỉ bao gồm việc tái chinh phục lại Thrace mà còn bao gồm cả việc sáp nhập Macedonia như là một phần đế quốc Ba Tư nằm dưới quyền vị satrap của Skudra.
Theo Herodotos, nhiệm vụ chính của Mardonius đó là buộc Athens và Eretria cùng với thêm nhiều các thành bang Hy Lạp khác nữa phải nằm dưới sự thống trị của người Ba Tư.Sau khi đặt chân tới Châu Âu, Mardonius và đạo quân của ông ta đã hội quân với đơn vị đồn trú của người Ba Tư ở Doriscus, và tại đó đạo quân này đã được chia làm nhiều đạo. Hải quân Ba Tư đã chinh phục Thasos, trong khi bộ binh tiếp tục tiến về núi Pangaeum, và sau khi vượt qua sông Angites, họ đã tiến vào vùng đất của người Paeonia và tái khẳng định lại quyền thống trị của người Ba Tư ở đây. Khi tiến quân hướng về vịnh Thermaic, bộ binh và hải quân của họ đã gặp phải nhiều khó khăn; bộ binh thì bị người Byrgi tấn công vào ban đêm trong khi một cơn bão mạnh đã tàn phá hạm đội của người Ba Tư. Người Byrgi cuối cùng đã bị khuất phục và phần còn lại của hạm đội Ba Tư cũng đã tiếp tục chiến dịch. Sau khi họ đặt chân đến biên giới phía đông của Macedonia, Alexandros I của Macedonia đã buộc phải thừa nhận quyền bá chủ của người Ba Tư đối với vương quốc của ông ta. Như là một kết quả từ chiến dịch của Mardonius, Macedonia đã được sáp nhập vào hệ thống chính quyền của Ba Tư. Theo như Herodotos đề cập trong tác phẩm Histories; "(...) và cùng với quân đội của mình họ đã thêm người Macedonia vào đội quân nô lệ hiện thời [của người Ba Tư]; tất cả những dân tộc đã đứng về phía Macedonia cũng đã quy phục họ".
Cuộc xâm lược của người Ba Tư đã gián tiếp dẫn đến sự trỗi dậy của Macedonia sau này vì lẽ rằng Ba Tư và Macedonia đều có những mối quan tâm chung ở khu vực Balkans. Nhờ có người Ba Tư, người Macedonia đã giành được nhiều lợi ích từ các bộ lạc Balkan chẳng hạn như là người Paeonia và Thraci. Nói chung, người Macedonia được gọi là "các đồng minh tự nguyện và hữu ích đối với người Ba Tư". Những người lính Macedonia đã đứng trong hàng ngũ quân đội của Xerxes chiến đấu chống lại Athens và Sparta. Ở Macedonia, các kho dự trữ lương thực dồi dào của người Ba Tư đã được đặt tại đây dưới thời cai trị của họ. Do khan hiếm các nguồn sử liệu sẵn có ở Macedonia vào thời điểm đó, người ta vẫn đang tranh luận về việc liệu rằng đã có đơn vị đồn trú nào của người Ba Tư ở Macedonia hay không.
Mặc dù sự cai trị của Ba Tư ở khu vực Balkans đã chấm dứt sau thất bại của cuộc xâm lược Hy Lạp của Xerxes, người Macedonia (và người Thraci) đã chịu ảnh hưởng rất nhiều từ các truyền thống, văn hóa và kinh tế của nhà Achaemenes của người Ba Tư trong giai đoạn từ thế kỷ thứ 5 cho tới giữa thế kỷ thứ 4 TCN. Một số đồ tạo tác được khai quật tại Sindos và Vergina có thể được coi là chịu ảnh hưởng từ văn hóa Ba Tư hoặc thậm chí được nhập từ Ba Tư vào giai đoạn cuối thế kỷ thứ 6 tới đầu thế kỷ thứ 5 TCN.